# Campeonato Mundial de Patinaje Artístico sobre Hielo de 1978
El LXVIII Campeonato Mundial de Patinaje Artístico se realizó en Ottawa (Canadá) entre el 7 y el 11 de marzo de 1978 bajo la organización de la Unión Internacional de Patinaje sobre Hielo (ISU) y la Federación Canadiense de Patinaje sobre Hielo. 

## Resultados

### Masculino
| Puesto | Nombre          | País                          | Puntos |
| ------ | --------------- | ----------------------------- | ------ |
| Oro    | Charles Tickner | Estados Unidos                | 17     |
| Plata  | Jan Hoffmann    | República Democrática Alemana | 18     |
| Bronce | Robin Cousins   | Reino Unido                   | 22     |

### Femenino
| Puesto | Nombre          | País                          | Puntos |
| ------ | --------------- | ----------------------------- | ------ |
| Oro    | Anett Pötzsch   | República Democrática Alemana | 11     |
| Plata  | Linda Fratianne | Estados Unidos                | 16     |
| Bronce | Susanna Driano  | Italia                        | 33     |

### Parejas
| Puesto | Nombre                           | País                          | Puntos |
| ------ | -------------------------------- | ----------------------------- | ------ |
| Oro    | Irina Rodnina / Alexandr Zaitsev | Unión Soviética               | 9      |
| Plata  | Manuela Mager / Uwe Bewersdorff  | República Democrática Alemana | 19     |
| Bronce | Tai Babilonia / Randy Gardner    | Estados Unidos                | 28     |

### Danza en hielo
| Puesto | Nombre                                | País            | Puntos |
| ------ | ------------------------------------- | --------------- | ------ |
| Oro    | Natalya Linichuk / Gennadi Karponosov | Unión Soviética | 11     |
| Plata  | Irina Moiseyeva / Andrei Minenkov     | Unión Soviética | 16     |
| Bronce | Krisztina Regöczy / András Sallay     | Hungría         | 29     |

## Medallero
| Núm. | País                          | Oro | Plata | Bronce | Total |
| ---- | ----------------------------- | --- | ----- | ------ | ----- |
| 1    | Unión Soviética               | 2   | 1     | 0      | 3     |
| 2    | República Democrática Alemana | 1   | 2     | 0      | 3     |
| 3    | Estados Unidos                | 1   | 1     | 1      | 3     |
| 4    | Hungría                       | 0   | 0     | 1      | 1     |
| 4    | Italia                        | 0   | 0     | 1      | 1     |
| 4    | Reino Unido                   | 0   | 0     | 1      | 1     |
|      | TOTAL                         | 4   | 4     | 4      | 12    |

| Predecesor: Japón 1977 | Campeonato Mundial de Patinaje Artístico sobre Hielo 1978 | Sucesor: Austria 1979 |

- Datos: Q1319022